# Перші ластівки
«Перші ластівки» — український молодіжний драматичний телесеріал-антологія. Кожен сезон задуманий як самостійний мінісеріал з різними персонажами та локаціями, а також з власною сюжетною лінією.
Прем'єра першого сезону телесеріалу в Україні відбулася 19 листопада 2019 року на Новому каналі.
Наприкінці показу кожної серії було вказано телефон гарячої лінії громадської організації «Ла Страда-Україна». Завдяки цьому оператори стали щодня приймати понад 600 звернень від підлітків та батьків, які ділилися своїми переживаннями та розчаруваннями. Заключна серія першого сезону вийшла 22 листопада 2019 року та завершилася кліфхенгером.
Прем'єра другого сезону телесеріалу в Україні відбулася 14 грудня 2020 року на Новому каналі. Прем'єра другого сезону телесеріалу в Росії відбулася 14 грудня 2020 року на VOD-платформі Kinopoisk HD (з російським дубляжем).
У лютому 2021 року власник телеканалу Новий канал Starlight Media повідомив, що серіал було продовжено на третій сезон, але після початку повномасштабної війни Росії проти України, зйомки третього сезону були скасовані.

## Синопсис
«Перші ластівки» — серіал-антологія, в кожному сезоні розказують нову історію, а головні актори залишаються незмінними, однак змінюють свої амплуа від сезону до сезону. Єдиним прямим зв'язком між першим та другим сезонами серіалу є таємничий персонаж — «Друг», який став головним антагоністом.

### Перший сезон
Події першого сезону серіалу розгортаються в українській школі й розпочинаються 1 вересня. У школу приходить нова учениця. Навчальний рік йде своєю чергою, допоки школу не сколихує самогубство школярки. Ніхто не знає, що стало причиною, адже на місці самогубства навіть не знайшли передсмертної записки. Слідча Ольга Макарова намагається з'ясувати, чи дівчина наклала на себе руки, чи її навмисно зіштовхнули з даху багатоповерхівки. У ході розслідування їй відкриваються страшні таємниці, що приховують учні, вчителі, батьки та навіть її син. Тим часом діти з абсолютно різних сімей, різного добробуту і стану виявляються вплутаними в історію зі смертю своєї однокласниці, але нічого не можуть розповісти батькам. Нова учениця та інші школярі з її нової школи потрапляють під вплив таємничого персонажа «Друга», який виявляється головним антагоністом.

### Другий сезон: Залежні
Події другого сезону серіалу розгортаються у великому місті в журфаці одного з елітарних українських університетів й розпочинаються 1 вересня. До університету вступили герої із двох кардинально різних світів: заможні молодики та молодиці, які можуть собі дозволити абсолютно все, й ті, яким, в силу певних обставин, розкіш і «важкий люкс» недоступні. Та, незважаючи на соціальну нерівність студентів вишу, студенти журфаку живуть доволі звичайним життям: ходять на пари, закохуються, влаштовують вечірки та підробляють після навчання. Однак звичайне життя університету раптово перериває вбивство — в туалеті знаходять тіло студента Івана Кожуха. Поліція вважає, що хлопець вчинив самогубство, а тому швидко закриває справу, однак одна з викладачок вишу, Кіра Зотова, переконана, що це було вбивство, й разом із кількома студентами-однодумцями починає розслідувати цю заплутану справу.

## У ролях
| У ролях                   | Персонажі                 | Персонажі                      |
| У ролях                   | 1 сезон                   | 2 сезон: Залежні               |
| ------------------------- | ------------------------- | ------------------------------ |
| Вікторія Литвиненко       | Ольга Макарова            | Кіра Зотова                    |
| Таїсія-Оксана Щурук       | Катя Щаслива              | Альбіна Харткіпер (Потороча)   |
| Олександр Рудинський      | Нік Маслов                | Льоша Сметанін                 |
| Максим Самчик             | Федя Макаров Саша Макаров | Влад Якименко                  |
| Поліна Носихіна           | Лєра Фаркаш               |                                |
| Марія Смолякова           | Поліна Дудка              |                                |
| Максим Девізоров          | Денис Денисенко           | Назар Левицький                |
| Олеся Жураківська         | Лариса Дудка              | Світлана Якименко              |
| Дарина Трегубова          | Тіна Фаркаш               | Маргарита Потороча             |
| Олександр Бегма           | Антон Щасливий            | Єгор Калита                    |
| Олег Гоцуляк              | Макс Яковенко             | Ваня Кожух                     |
| Ніна Набока               | Валентина Георгіївна      | тітка Люба                     |
| Костянтин Октябрський     | Ілля                      |                                |
| Сергій Кияшко             | Артур Макаров             | Костянтин Потороча             |
| Ірина Тамім               | Ірина Щаслива             | Тетяна Чечель                  |
| Анна Остапенко            | Соня                      |                                |
| Семен Горов               | Олександр Фаркаш          |                                |
| Дмитро Палєєв-Барманський | директор школи            |                                |
| Маргарита Лапіна          | Маша Маслова              | дівчинка з дитячого майданчика |
| Віктор Степаненко         | Данило Щасливий           |                                |
| Ярослав Гранко            | дід Ніка Маслова          |                                |
| Єгор Суворов              | Стас                      |                                |
| Анастасія Пустовіт        |                           | Каріна Вознюк                  |
| Анастасія Рула            |                           | Єва Чечель                     |
| Віталій Салій             |                           | Дмитро Бевза                   |
| Роман Ясіновський         |                           | Семен                          |
| Ада Роговцева             |                           | Надія Іванівна Кожух           |
| Михайло Кришталь          |                           | Ігор (вітчим Влада)            |
| Олена Стефанська          |                           | Оксана Зотова                  |
| Яна Смоленцева            |                           | Марина Левицька                |
| Максим Далекорей          |                           | Слава                          |
| Ганна Яремчук             |                           | Олена Сметаніна                |
| Таїсія Хвостова           |                           | Інна Тишкевич                  |
| Тетяна Шеліга             |                           | сусідка Надії Іванівни         |

## Виробництво

### Ідея
Ідею створити молодіжний трилер-детектив продюсер Євген Тунік запропонував Новому каналу за три роки до релізу серіалу, у 2016 році.

### Перший сезон
Зйомки першого сезону серіалу тривали у Києві з травня по липень 2019 року у Гімназії № 34 «Либідь» імені Віктора Максименка. Шкільні сцени знімали у школах під час літніх канікул. Серед відзнятих епізодів було чимало «складних сцен», постановка яких вартувала чималого нервового напруження як акторам, так і знімальній групі.
За словами ексгенерального директора Нового каналу та продюсера серіалу Олексія Гладушевського, спочатку серіал планувався як закінчена односезонна історія з восьми серій, зокрема Гладушевський заявив «хлопці від [самого] початку принесли вісім серій [для першого сезону]. Не було такого, що вони написали 15, а ми скорочували до восьми». Також у першому сезоні початково мав бути інший фінал і в кінці 8-ї серії, коли злочинець знімав капюшон, глядачі мали побачити його обличчя, але майже перед самим ефіром кінцевої серії першого сезону на Новому каналі творці спішно внесли правки і відрізали лице лиходія на рівні капюшона для того, щоб зберегти інтригу, і зробити затравку для другого сезону.

### Другий сезон
2 березня 2020 року Новий канал продовжив телесеріал на другий сезон. 23 липня 2020 року розпочалися фільмування другого сезону. 5 жовтня 2020 року завершилося фільмування другого сезону.
Під час фільмування другого сезону, що отримав назву «Перші ластівки. Zалежні» шоуранер серіалу Євген Тунік повідомив, що у порівнянні з першим сезоном другий сезон має іншу історію й інших персонажів, проте пов'язаний із першим сезоном «персоною Друга». Більшість акторів з першого сезону повернулися у другому, також до них приєдналися Анастасія Пустовіт, Анастасія Рула, Віталій Салій, Роман Ясіновський та Ада Роговцева.
Спершу сезон мав назву «Zалежні», але після повномасштабного російського вторгнення в Україну Новий канал змінив латинську літеру Z, яка стала символом російського вторгнення, на кириличну. А літеру V, якою позначають російську техніку, у графіці серіалу замінили на «В».

### Третій сезон
У лютому 2021 року власник телеканалу Новий канал StarLightMedia повідомив, що серіал було продовжено на третій сезон. Він так і не був представлений.

## Саундтрек
Композиторкою телесеріалу стала співачка DaKooka. Головними музичними композиціями серіалу, що грають на початку та в кінці кожної серії, стали російськомовні пісні DaKooka рос. «Люби меня» та рос. «Друг».

## Реліз

### Прем'єра в Україні
Допрем'єрний показ-презентація перших двох серій серіалу в Україні відбувся 5 листопада 2019 року в київському кінотеатрі «Жовтень». Допрем'єрний доступ до першої серії серіалу на офіційному Youtube-каналі Нового каналу відбувся 11 листопада 2019 року.
Офіційна телевізійна прем'єра першого сезону в Україні відбулася на Новому каналі 19 листопада 2019 року. Серіал транслювали протягом одного тижня, з понеділка по четвер, по 2 нові серії на день нон-стопом. Показ першого сезону завершився 22 листопада 2019 року. Згодом увесь перший сезон телесеріалу також став доступний на офіційному Youtube-каналі «Нового каналу» у березні-квітні 2020 року (до цього перший сезон телесеріалу також став доступний на VOD-платформі медіагрупи StarLightMedia teleportal.ua).
Офіційна телевізійна прем'єра другого сезону в Україні відбулася на Новому каналі 14 грудня 2020 року. Після телевізійної прем'єри другий сезон став доступний ексклюзивно на vod-платформі sweet.tv впродовж 4 місяців (з грудня 2020 року по 17 березня 2021 року). З 17 березня 2021 року другий сезон також стане доступним й на vod-платформі StarLightMedia teleportal.ua.
4 квітня 2022 року другий сезон «Перших ластівок» виклали у вільний доступ на YouTube.

### Прем'єра в Росії
Перший сезон телесеріалу вперше транслювався в Росії на VOD-платформі Kinopoisk HD з 29 березня по 17 травня 2020 року. Для російського показу першого сезону творці фільму створили російськомовний дубляж в Росії та продубльовано російськими акторами дубляжу.
Другий сезон телесеріалу вперше транслювався в Росії на VOD-платформі Kinopoisk HD з 14 по 19 грудня 2020 року. Для російського показу другого сезону творці фільму створили російськомовний дубляж в Україні та продубльовано українськими акторами дубляжу на студії Так Треба Продакшн.

## Сезони
| Сезон | Сезон | Епізоди | Оригінальний телепоказ | Оригінальний телепоказ |
| Сезон | Сезон | Епізоди | Прем'єра               | Фінал                  |
| ----- | ----- | ------- | ---------------------- | ---------------------- |
|       | 1     | 8       | 19 листопада 2019      | 22 листопада 2019      |
|       | 2     | 8       | 14 грудня 2020         | 17 грудня 2020         |

## Сприйняття

### Телерейтинги
Під час показу першого сезону телесеріалу в Україні на Новому каналі він мав середню частку 7,0 % (аудиторія 18-54, міста з населенням 50 тис.+; дані Nielsen), що було нижче за середню частку каналу в листопаді 2019 року у 8,6 %. Загалом перший сезон телесеріалу подивилось 6 мільйонів телеглядачів. На Youtube першу серію першого сезону подивилися більш як 3.3 млн глядачів.

### Рецензії кінокритиків
Після релізу першої серії першого сезону телесеріалу він отримав переважно схвальні відгуки від українських кінокритиків. Після прем'єри всіх 8 серій першого сезону серіал також отримав схвальні відгуки від кінокритиків, але кіноексперти все ж дорікнули серіалу низькою якістю розмовної української мови. Зокрема, кінознавець Ярослав Підгора-Гвяздовський у коментарі виданню «Громадське» зазначив що значна кількість реплік серіалу звучали «неприродно» через неякісну розмовну українську мову, а кінокритик видання «Тексти» Костянтин Воздвиженський дорікнув серіалу російськістю більшості пісень DaKooKa, що звучать у всіх серіях й зазначив, що українська мова у стрічки звучить «трохи штучно й нерідко засмічена русизмами» (але й підкреслив, що все одно якість української мови «Ластівок» значно вища, ніж в українському серіалі «Школа»).
Після виходу другого сезону телесеріалу він також отримав переважно схвальні відгуки від українських кінокритиків. Так, кінокритик онлайн-видання vertigo.com.ua Роман Бугайчук похвалив творців серіал за значно чистішу, без домішок суржику, українську. Однак Бугайчук дорікнув творцям серіалу за російськомовність саундтреку серіалу, який, у порівнянні з першим сезоном, відрізняється лише тим, що «до російськомовних українських артистів доєдналися російськомовні російські артисти», й підкреслив, що така показова російськомовність пісень серіалу не є прийнятною, та порадив креативним керівникам «Нового каналу» «трохи більше часу, щоб нагуглити безліч чудових українськомовних виконавців».